# Carduus argentatus
Carduus argentatus é uma espécie de planta da família Asteraceae pertencente ao gênero Carduus.